# 新疆生产建设兵团第二师二十九团
新疆生产建设兵团第二师二十九团是中华人民共和国新疆生产建设兵团第二师下辖的一个团，与新疆维吾尔自治区铁门关市博古其镇实行“团镇合一”的管理体制。

## 行政区划
新疆生产建设兵团第二师二十九团下辖以下单位：
向阳社区、梨华社区、迎宾社区、孔雀社区、一连、二连、二连、三连、五连、六连、七连、九连、十一连、十三连、十四连、十六连、十七连、十九连、二十连、园一连、园二连、园三连、园四连、园五连、园七连、园九连、园十连、园十一连、园十二连、园十三连、园十四连、农一队、农二队、孔雀棉纺厂生活区。